# Ebenezer Emmons
Ebenezer Emmons (Middlefield, Massachusetts, 16 de mayo de 1799 – Condado de Brunswick, Carolina del Norte, 1 de octubre de 1863) fue un botánico, briólogo, y profesor estadounidense, cuyo trabajo incluyó el nombramiento de las montañas de Adirondack en Nueva York, así como una primera subida al Monte Marcy.

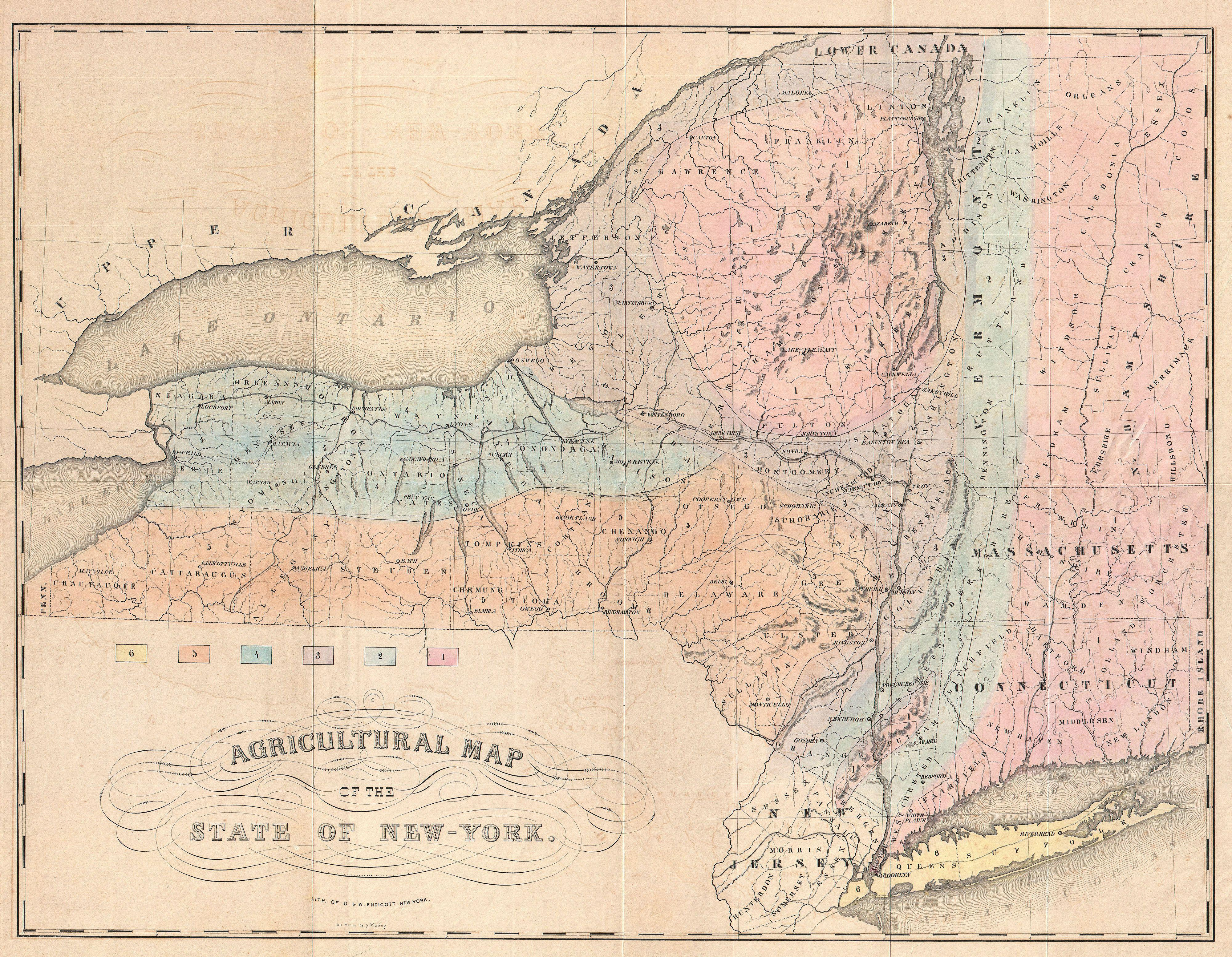
Carta de agricultura de 1846, del Estado de Nueva York

## Biografía
Era aborigen de Middlefield (Massachusetts), en 1799, hijo de Ebenezer y Mary Mack.
Emmons se preparó para la universidad bajo el Rev. Mr. Halleck y entró en la universidad Williams a los 16 años y se graduó con la clase de 1818. Más tarde estudió medicina en Albany, Nueva York, y después de tomar su título ejerció como médico por algunos años en el condado de Berkshire, Massachusetts. Su interés por la geología se encendió a temprana edad, y en 1824 había asistido al profesor Chester Dewey (1884/67) en la preparación de un mapa geológico del condado de Berkshire, en el que se hizo el primer intento de clasificar las rocas de la zona tacónica.
Todavía deseaba dedicarse e interesarse por la geología, así que decidió asistir a la Escuela Rensselaer (ahora Instituto Politécnico Rensselaer). Allí, se inspiró por el eminente profesor Amos Eaton, y se graduó de Rensselaer en su primera clase en 1826. Mientras daba así gran parte de su tiempo a las ciencias naturales, realizando trabajo profesional en historia natural y geología en el Williams College, también aceptó la cátedra de química y después de obstetricia en el Albany Medical College.

## Estudio geológico de Nueva York
La obra maestra de su vida, fue sin embargo, en geología, y que fue designado por Jules Marcou como el fundador de América de la estratigrafía del paleozoico, y el primer descubridor de la fauna primordial en cualquier país. En 1836 llegó a conectarse al Servicio Geológico del Estado de Nueva York, y después de un estudio alargado agrupando los estratos locales (1842) en la tacónica y sistemas superpuestos de Nueva York. Este último sistema se divide en varios grupos que estaban de ninguna manera bien definidos. Emmons había descrito previamente la arenisca de Potsdam (Nueva York) (1838), y este se colocó en la base del sistema de Nueva York. En la actualidad se considera como Cámbrico Superior.
En 1844, Emmons por primera vez obtuvo fósiles en su sistema tacónico: un descubrimiento notable porque se encontraron las especies obtenidos diferían de todos los fósiles del Paleozoico conocidos, y ellos fueron considerados como representantes del grupo primordial. Marcou luego quien condujo a defender que el término tacónico debería ser generalmente adoptado en lugar de cámbrico. Sin embargo, la fauna tacónica de Emmons probó en incluir sólo la parte inferior del cámbrico de Sedgwick.
Emmons hizo contribuciones sobre agricultura y geología en una serie de volúmenes sobre la  Historia Natural de Nueva York  (1848). También publicó una obra titulada  American Geology , que contiene una declaración de los principios de la ciencia con ilustraciones de los fósiles característicos de América (1855-1857).[¿quién?]
El cabalgamiento en Nueva York que pone rocas del Cámbrico inferior en contacto con rocas del Ordovícico Medio se nombra como epónimo, conocido como línea de Emmons ', anteriormente línea de Logan. Es un segmento que se extiende desde Canadá a través de Vermont, Nueva York, y más al sur. Atraviesa por la ciudad de Troy, Nueva York y Poestenkill Falls y Gorge. Llamó a las montañas de Adirondack (1838) y Montañas Taconic (1844), experimentado al público con estas regiones.
Un desacuerdo científico con el geólogo estadual de Nueva York James Hall en relación con la edad de las rocas en el Sistema de Taconic llevó a Emmons para salir del estado de Nueva York. Emmons sostuvo que las rocas del sistema Taconic, eran de edad cámbrica, pero Hall estaba convencido de que eran Ordovícico en la edad. (Emmons encontró finalmente en ser correcta.) Como resultado de la controversia, a Emmons se le prohibió la práctica de la geología en el estado de Nueva York y demandó a Hall por calumnia y difamación. En 1851, después de perder el pleito, Emmons fue contratado por el estado de Carolina del Norte para el puesto recientemente creado de geólogo estadual. Continuó en ese cargo hasta su muerte en 1863, en su plantación de Condado de Brunswick, Carolina del Norte.

## Escalado a las Adirondack
Emmons dio a las montañas Adirondack su nombre en 1838. El nombre de "Adirondack" es una versión anglicada de los Mohawk: "ratirontaks", que significa "come árboles", un nombre despectivo que los Mohawk aplicaron históricamente a la vecina nación de habla algonquina; pues cuando la comida era escasa, los algonquinos comían yemas y cortezas de árboles.
Emmons que estaba estudiando la geología de las montañas Adirondack hizo la primera subida registrada del Monte Marcy el 5 de agosto de 1837. Su partida fue por buscar la naciente del East Fork del río Hudson reclamando que estaba en el lago Tear of the Clouds en la montaña.

## Obra

### Algunas publicaciones
- Manual of Mineralogy and Geology, Albany, 229 p. 1826 (y muchas ediciones posteriores)

- Report on the Second Geological District of New York, 1842

- Natural History of New York 1848

- Agriculture of New York, 5 v. Albany 1846–1854

- A treatise upon American Geology, 1854

- Geological report of the Midland Counties of North Carolina. 352 p. George P. Putnam & Co. New York 1856

- American Geology, containing a statement of the principles of the science with full illustrations of characteristic american fossils, 6 v. Albany 1854–1857

- Agriculture of the Eastern Counties. Con North Carolina. State Geologist. Ed. Henry D. Turner, 314 p. 1858

- Manual of Geology 1860

- The Swampland of North Carolina, 1860

## Honores

### Eponimia
- Monte Emmons, en los Adirondacks se nombra en su honor.[8][7]

- La abreviatura «Emmons» se emplea para indicar a Ebenezer Emmons como autoridad en la descripción y clasificación científica de los vegetales.[9]